# Khloé Kardashian
Khloé Alexandra Kardashian (sinh ngày 27 tháng 6 năm 1984) là người dẫn chương trình truyền hình, người mẫu, doanh nhân người Mỹ. Bắt đầu từ năm 2007, cô và gia đình tham gia chương trình truyền hình thực tế Keeping Up with the Kardashians nói về chính bản thân họ.
Cùng với các chị mình là Kourtney và Kim, Khloé hoạt động kinh doanh trong ngành công nghiêp thời trang. Cả ba chị em đã ra mắt một vài bộ sưu tập thời trang và các dòng nước hoa, cùng với một cuốn sách mang tên Kardashian Konfidential (2010).

## Sự nghiệp
Năm 2009, Khloé tham gia vào mùa hai của cuộc thi The Celebrity Apprentice. Cô dừng chân ở vị trí thứ 10 trong số 16 ứng cử viên sau khi bị Donald Trump sa thải. Năm 2012, cô và Mario Lopez cùng dẫn chương trình cho Nhân tố bí ẩn phiên bản Mỹ mùa thứ hai. Năm 2016, cô ra mắt talkshow riêng, Kocktails with Khloé, cũng như tham gia vào sê-ri tài liệu về sức khỏe và hình thể Revenge Body with Khloé Kardashian.

## Đời tư
Từ tháng 9 năm 2009 đến tháng 10 năm 2016, Khloé kết hôn với vận động viên bóng rổ Lamar Odom. Họ đi tới hôn nhân sau một tháng tìm hiểu.
Tháng 4 năm 2018, Khloe và bạn trai là vận động viên bóng rổ Tristan Thompson, sinh được một con gái, đặt tên True Thompson. Tuy vậy, trong thời gian Khloe mang bầu, anh từng ngoại tình với nhiều phụ nữ. Ngày 20 tháng 2 năm 2019, cả hai chia tay nhau sau scandal Tristan ngoại tình với Jordyn Woods, bạn thân của Kylie Jenner, em gái Khloe.